# Mesozoic
| ⇦ MESOZOIC ⇨ |          |                              |
| Eó           | Era      | Període                      |
| Fanerozoic   | Mesozoic | Cretaci (~ 145,0 Ma)         |
| Fanerozoic   | Mesozoic | Juràssic (201,3 ± 0,2 Ma)    |
| Fanerozoic   | Mesozoic | Triàsic (251,902 ± 0,024 Ma) |

El Mesozoic és la segona de les tres eres que formen l'eó Fanerozoic. La divisió del temps en eres fou concebuda per Giovanni Arduino al segle xviii, encara que el seu nom original per al Mesozoic era «Secundari». És conegut com l'edat dels rèptils i l'edat de les coníferes.
El Mesozoic inclou tres períodes geològics: del més antic al més recent, són el Triàsic, el Juràssic i el Cretaci. S'estén des de fa 251,902 ± 0,024 milions d'anys fins fa 66,0 milions d'anys. El Mesozoic segueix el Paleozoic i precedeix el Cenozoic. El seu límit inferior està delimitat per l'extinció permiana, mentre que el superior és marcat per l'extinció del Cretaci-Paleogen.
El Mesozoic inclou el període durant el qual els ecosistemes terrestres eren dominats per grans rèptils, cosa que ha donat peu al nom popular d'«edat dels dinosaures». L'era també veié l'evolució dels primers ocells i mamífers, així com de les primeres plantes amb flors, les angiospermes. Al final del Mesozoic ja havien aparegut tots els plans corporals importants de la vida moderna, tot i que en alguns casos (particularment els mamífers) les formes existents al final del Cretaci eren relativament primitives.
Geològicament, el Mesozoic començà amb gairebé tota la superfície terrestre de la Terra agrupada en el supercontinent de Pangea. Tanmateix, durant aquest període Pangea es dividí en dos continents: Lauràsia al nord i Gondwana al sud. Lauràsia es fragmentà posteriorment en Nord-amèrica i Euràsia, mentre que Gondwana se separà progressivament per formar Sud-amèrica, Àfrica, Austràlia i l'Antàrtida.

## Nom
El nom actual va ser proposat el 1840 pel geòleg britànic John Phillips (1800-1874). Mesozoic significa literalment 'vida mitjana', derivant del prefix grec meso- (μεσο- 'entre' ) i zōon (ζῷον 'animal, ésser viu'). En aquest sentit, el Mesozoic és comparable a les èpoques del Cenozoic (literalment 'vida nova') i el Paleozoic ('vida antiga') així com l'Eó Proterozoic ('vida anterior').
L'Era Mesozoica es va descriure originalment com l'era "secundària", després de la "primària" (Paleozoic), i abans del Terciari.

## Períodes geològics
Després del Paleozoic, el Mesozoic es va estendre aproximadament 186 milions d'anys, des del 251 a 65,5 milions d'anys quan va començar el Cenozoic. Aquest període es divideix en tres períodes geològics. Del més antic al més proper:
- Triàsic (251 a 199,6 milions d'anys)
- Juràssic (199,6 a 145,5 milions d'anys)
- Cretaci (145,5 a 65,5 milions d'anys)

El límit inferior del Mesozoic està establert per l'extinció del Permià-Triàsic, durant el qual s'ha estimat que un 81% de les espècies marines es van extingir.

## Tectònica

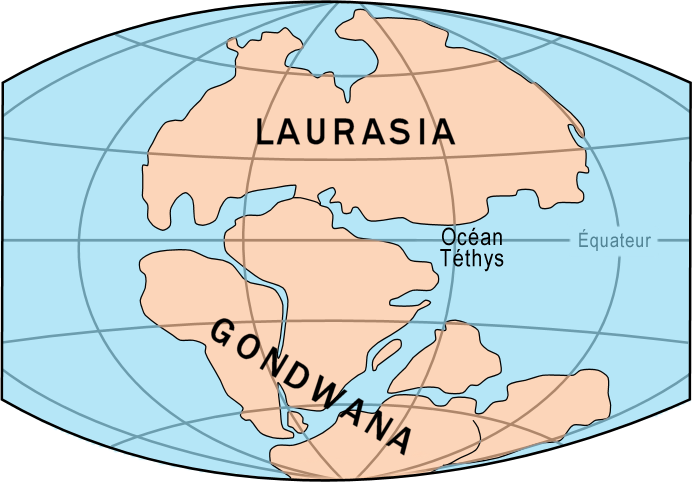
La Terra al Triàssic, fa 200 milions d'anys.

En comparació amb la vigorosa convergència de plaques formadora de muntanyes de finals del Paleozoic, les deformacions tectòniques del mesozoic van ser relativament lleus. No obstant això, l'era destaca per la gran fragmentació del supercontinent Pangea. Pangea gradualment es va dividir en un continent nord, Lauràsia i un continent sud, Gondwana amb l'obertura de l'oceà Atlàntic. Això va crear el marge continental passiu que caracteritza la major part de la costa atlàntica actual.
A finals de l'era, els continents s'havien fragmentat gairebé a la seva forma actual. Lauràsia es va convertir en Amèrica del Nord i Euràsia, mentre que Gondwana es va dividir en Amèrica del Sud, Àfrica, Austràlia, l'Antàrtida i el subcontinent indi, que col·lisionaria amb la placa asiàtica durant el Cenozoic.
La formació de la serralada dels Andes va començar en el Juràssic, però va ser durant el Cretaci quan va prendre la seva forma actual. Es va deure al moviment de subducció de la placa de Nazca per sota de la placa sud-americana. A la fi del cretaci va començar l'orogènesi laramidiana, que continuaria durant la primera meitat del Cenozoic i que va formar les Muntanyes Rocoses.

## Clima
El Triàsic va ser sec en general, una tendència que va començar a finals del Carbonífer, i molt estacional, especialment a l'interior de Pangea. Els baixos nivells del mar també poden haver agreujat les temperatures extremes. Amb la seva alta capacitat calorífica específica, l'aigua actua com un dipòsit de calor que estabilitza la temperatura, i les zones terrestres properes a grans masses d'aigua, especialment els oceans, experimenten menys variacions de temperatura. Com que gran part de la terra de Pangea estava lluny de les seves costes, les temperatures van fluctuar molt, i l'interior probablement incloïa deserts expansius. Algunes proves suggereixen, no obstant, que el clima generalment sec va estar marcat per episodis d'augment de les pluges.
El nivell del mar va començar a pujar durant el Juràssic, probablement causat per un augment de l'extensió del fons marí. La formació de nova escorça sota la superfície va desplaçar les aigües oceàniques fins a 200 m per sobre del nivell del mar actual, inundant les zones costaneres. A més, Pangea va començar a dividir-se en parts més petites, creant una nova línia de costa al voltant de l'oceà de Tetis. Les temperatures van continuar augmentant, després van començar a estabilitzar-se. La humitat també va augmentar amb la proximitat de l'aigua, i els deserts es van retirar.
El clima del Cretaci és més incert i està més discutit. Probablement, es creu que nivells més alts de diòxid de carboni a l'atmosfera gairebé van eliminar el gradient de temperatura nord-sud: les temperatures eren aproximadament les mateixes a tot el planeta, i uns 10 °C més alta que avui. La circulació de l'oxigen a l'oceà profund també pot haver-se interromput, impedint la descomposició de grans volums de matèria orgànica, que finalment es va dipositar com a "shale negra".
Diferents estudis han arribat a conclusions diferents sobre la quantitat d'oxigen a l'atmosfera durant diferents parts del mesozoic, amb alguns concloent que els nivells d'oxigen eren inferiors al nivell actual (al voltant del 21%) durant tot el mesozoic, alguns concloent que eren més baixos al triàsic i part del juràssic però més alts al cretaci, i alguns concloent que eren més alts durant la majoria o tot el triàsic, juràssic i cretaci.

## Vida

### Flora

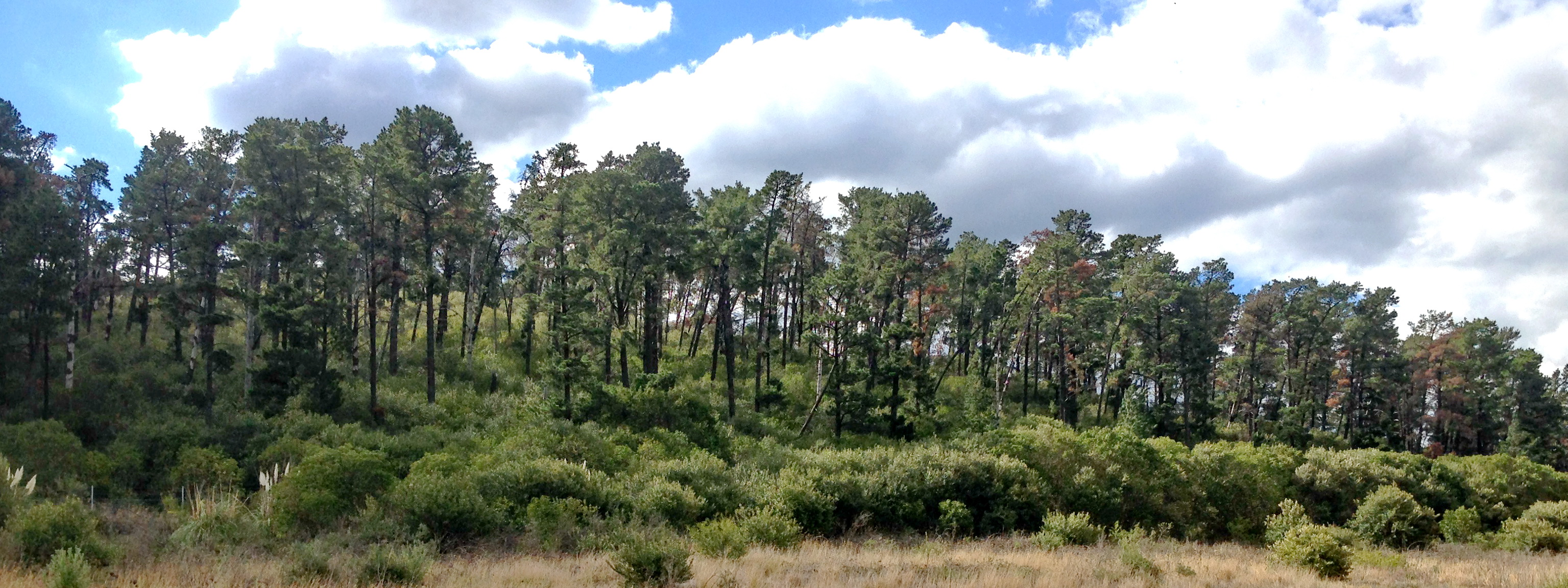
Les coníferes eren les plantes terrestres dominants durant la major part del Mesozoic, amb les poàcies generalitzades al Cretaci superior. Les angiospermes van aparèixer tard en l'època, però no es van generalitzar fins al Cenozoic.

Les espècies de plantes terrestres dominants de l'època eren les gimnospermes, que són plantes vasculars, sense flor, com les coníferes que produeixen llavors sense recobriment. Això contrasta amb la flora actual de la terra, en la qual les plantes terrestres dominants pel que fa al nombre d'espècies són les angiospermes. Els primers membres del gènere Ginkgo van aparèixer per primera vegada durant el Juràssic mitjà. Aquest gènere està representat avui per una única espècie, Ginkgo biloba Els grups de coníferes modernes van començar a irradiar durant el Juràssic. Les bennettitals, un grup extingit de gimnospermes amb un fullatge semblant superficialment al de les cycadales van obtenir una distribució global durant el Triàsic tardà, i van representar un dels grups més comuns de plantes del Mesozoic.
Les angiospermes van irradiar durant el Cretaci primerenc, primer als tròpics, però el gradient de temperatura uniforme els va permetre estendre's cap als pols durant tot el període. A finals del Cretaci, les angiospermes dominaven la flora arbòria en moltes àrees, encara que algunes evidències suggereixen que la biomassa encara estava dominada per cycadales i falgueres fins després de l'extinció del Cretaci-Paleogen. Algunes espècies vegetals tenien distribucions que eren notablement diferents de les períodes successius; per exemple, els esquizeals, un ordre de falgueres, estaven esbiaixats cap a l'hemisferi nord al Mesozoic, mentre que ara estan millor representats a l'hemisferi sud.

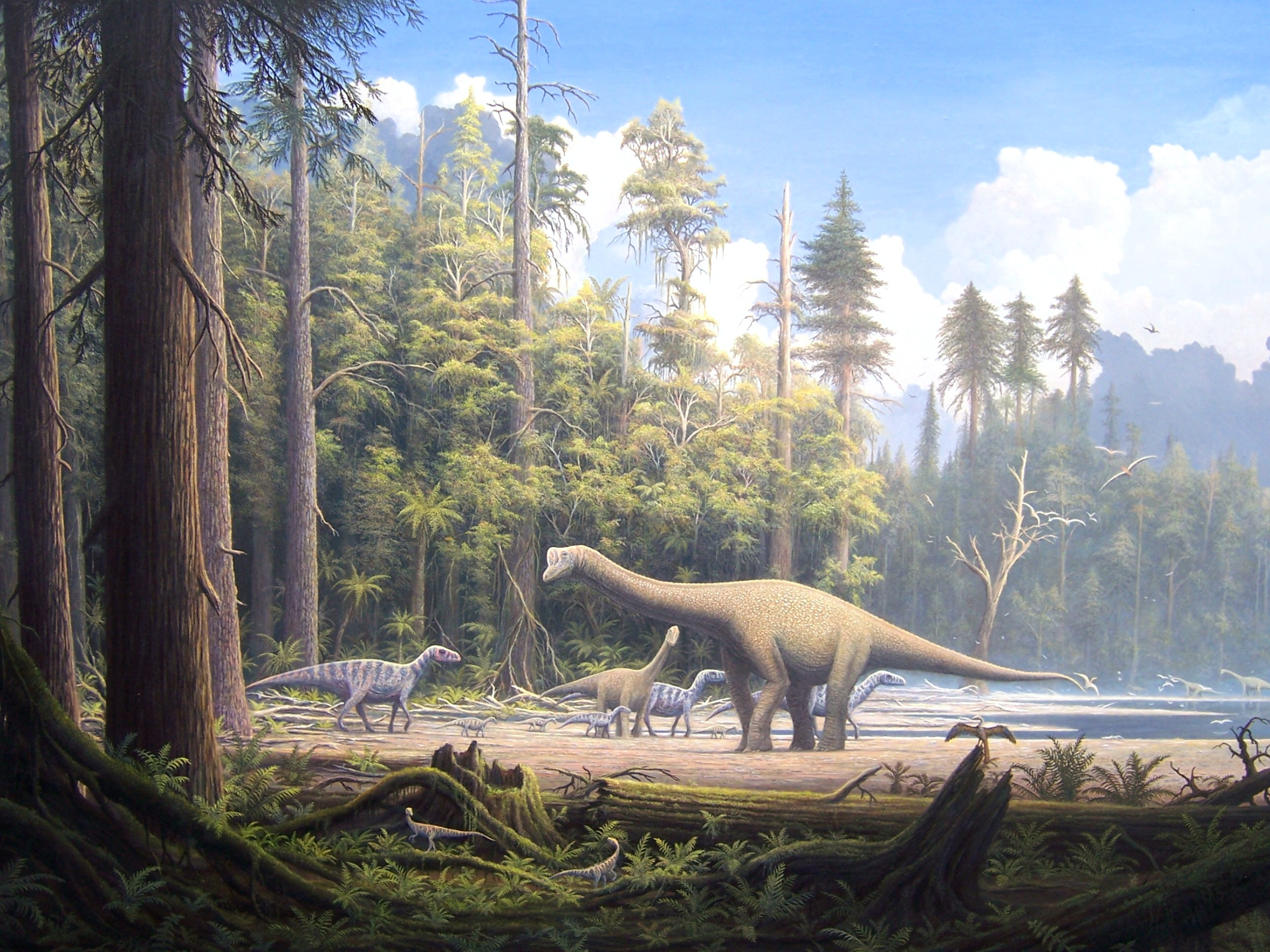
Els dinosaures van ser els vertebrats terrestres dominants en gran part del Mesozoic.

### Fauna
L'extinció de gairebé totes les espècies animals al final del període Permià va permetre la radiació de moltes noves formes de vida. En particular, l'extinció dels grans pareiasaures herbívors i gorgonops carnívors va deixar aquests nínxols ecològics buits. Alguns van ser omplerts pels cinodonts i dicinodonts supervivents, el darrer dels quals es va extingir posteriorment.
Investigacions recents indiquen que va trigar molt més el restabliment d'ecosistemes complexos amb una gran biodiversitat, xarxes tròfiques complexes i animals especialitzats en una varietat de nínxols, començant a mitjans del Triàsic entre 4 i 6 milions d'anys després de l'extinció, i no va proliferar completament fins 30 milions d'anys després de l'extinció. Aleshores, la vida animal estava dominada per diversos arcosaures: dinosaures, pterosaures i rèptils aquàtics com ara ictiosaures, plesiosaures i mosasàurids.